# Lübstorf
Lübstorf est une commune d'Allemagne de l'arrondissement du Mecklembourg-du-Nord-Ouest dans l'État du Mecklembourg-Poméranie-Occidentale. Sa population était de 1 479 hab au 31 décembre 2013.

## Géographie
La commune se trouve sur la rive occidentale du lac de Schwerin à dix kilomètres de Schwerin.

## Municipalité
La commune comprend les villages et localités de Lübstorf, Neu Lübstorf, Rugensee et Wiligrad (connu pour son château de Wiligrad).

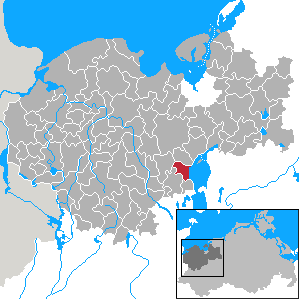
Situation de la commune de Lübstorf